# آلار نمه
آلار نمه (انگلیسی: Alar Nääme؛ زادهٔ ۲۱ دسامبر ۱۹۸۳) سیاستمدار و نماینده سابق مجلس اهل استونی است.